# Nepentes (banda)
Nepentes es una banda de Nu metal originaria del barrio Manrique, en la ciudad de Medellín, Colombia, consolidada en 1998. Su estilo ha sido diverso, pasando por el punk, rock alternativo, pop rock y garage rock. Está conformada por Juan Fernando Álvarez, Juan Carlos Botero, Juan Carlos Sánchez y Carlos Alberto Montañéz.

## Historia
Esta banda es reconocida popularmente por la intensidad lírica con la que buscan crear conciencia entre su público frente a las problemáticas sociales existentes en el país y en su ciudad, proponiendo reflexiones con una posición crítica sobre el actual proyecto de sociedad.
En 2010 fue elegida por Korn para acompañarlos en su show en el tour Assault on the Americas en la ciudad de Bogotá. En el año 2014 ganó, a través de un concurso de bandas, la oportunidad de abrir el concierto de la agrupación norteamericana Metallica, para su Metallica by Request Tour, en la misma ciudad de Bogotá. En 2015 se presentaron en el Car Audio Rock Festival 2015, en Corferias, junto a Blaze Bayley, Udo Dirkschneider, Tim Owens y Mike Vescera, entre otros. Además ha sido invitada a festivales internacionales como Festival Internacional Altavoz en Medellín, Festival FFF en Ambato, Ecuador, Rock Al Parque, en 2011 y 2014 en Bogotá, Heavy Montreal en Montreal, Canadá y el Festival Internacional Convivencia Rock en Pereira, entre muchos otros.

## Miembros
- Juan Fernando Álvarez - Voz
- Juan Carlos Botero - Guitarra
- Juan Carlos Sánchez - Batería
- Andrés Carvajal - Bajo

## Discografía

### Álbumes de estudio
- Gira tu Rabia (2006)
- Excitando la guerra (2011)
- Razones de peso (2016)

### EP
- Latinoamérica tierra de inocentes (1998)
- Somos violentos (1999)

## Videoclips
- Se Tiene Rencor
- Somos Violentos
- Lento
- Todos Contra Todos
- Porque Pensamos Diferente
- Protesta
- Ellos Son